# Cadet (rapero)
Blaine Cameron Johnson (Londres, 2 de marzo de 1990-Staffordshire, 9 de febrero de 2019) más conocido como Cadet, fue un rapero británico.
Johnson murió en un accidente automovilístico el 9 de febrero de 2019 cuando el taxi en el que viajaba se estrelló mientras se dirigía a un concierto en la Universidad de Keele en Staffordshire. Tenía 28 años.

## Biografía
Cadet se hizo famoso por su asociación con Krept y el equipo de Gipset de Konan en 2006, apareciendo frecuentemente en vídeos musicales para los estilos libres del grupo. El equipo de Gipset obtuvo un considerable número de seguidores en las redes sociales hacia finales de 2010 a través de sus estilos sobre la vida de pandillas y la vida en Londres. Gipset se separó en 2013 después de que Krept y Konan firmaron su principal contrato de sello, y todos los demás miembros se centraron en sus carreras como solistas.
Cadet comenzó su carrera en solitario en 2015 y lanzó su primer sencillo, Slut a través de OSM Vision en YouTube en julio de 2015. La canción era popular y había recibido más de 2.9 millones de visitas en febrero de 2019. El mes siguiente, Cadet fue seleccionado por Link Up TV para aparecer en su serie de estilo libre Behind Barz. Su estilo atrajo elogios del complejo de medios de comunicación estadounidense Complex, que lo calificó de «narración en su máxima expresión» y «mejor que todo el mixtape de algunos raperos». El EP debut de Cadet, The Commitment, fue lanzado en 2016. Cadet lanzó una secuela, The Commitment 2, en 2017, con apariciones de Konan y Ghetts. El 29 de agosto de 2018, Cadet lanzó su single Advice con Deno Driz. La canción alcanzó su punto máximo en el número 27 en el top 40 del Reino Unido, y había recibido más de 18 millones de visitas en YouTube en febrero de 2019.

### Muerte
En las primeras horas del 9 de febrero de 2019, Johnson y tres amigos viajaban a un concierto en la Universidad de Keele en Staffordshire, donde se había programado una presentación en un evento organizado por la Unión de Estudiantes. Aproximadamente a la 1:30 a. m., el Toyota Prius plateado que llevaba a Johnson chocó con un combo rojo Vauxhall en Betley, Staffordshire, a aproximadamente a 5 millas (8,05 km) del lugar. Los paramédicos declararon a Johnson muerto en la escena. Le faltaba menos de un mes para cumplir 29 años.
A raíz de su muerte, muchos de los contemporáneos de Johnson acudieron a las redes sociales para rendir homenaje. Su primo Krept dijo que estaba «devastado y roto». Horas después de su muerte, Krept anunció que un tributo público a su primo se llevaría a cabo al día siguiente en Hyde Park, Londres.

## Vida personal
Johnson era el primo del rapero Krept, y los dos pasaron gran parte de su infancia creciendo juntos. Se convirtió al islam cuando tenía 15 años, e hizo muchas referencias a su religión en su música.

## Discografía
- The Commitment (2016)
- The Commitment 2 (2016)
- The Space Cadet (2017)
- The Space Cadet 2 (2017)